# Bruno Bauch
Bruno Bauch (ur. 19 stycznia 1877 w Groß Nossen na Śląsku, zm. 27 lutego 1942 w Jenie) – filozof niemiecki, uznawany za przedstawiciela neokantowskiej szkoły badeńskiej.

## Życiorys
- Studiował na uniwersytetach we Fryburgu Bryzgowijskim, Strasburgu i Heidelbergu.
- Doktoryzował się w 1901 we Fryburgu Bryzgowijskim u Heinricha Rickerta.
- W latach 1903–1916 był współredaktorem Kant-Studien
- Habilitował się w 1903 w Halle.
- W 1910 roku został profesorem tytularnym w Halle.
- W 1911 roku został profesorem zwyczajnym w Jenie.
- W 1917 został współzałożycielem Niemieckiego Towarzastwa Filozoficznego oraz czasopisma Beiträge zur Philosophie des Deutschen Idealismus (od 1927 – Blätter für Deutsche Philosophie).
- Od roku 1934 przewodniczący Niemieckiego Towarzystwa Filozoficznego